# Чон Санджин
Чон Санджин (кор. 정 상진; род. 16 апреля 1984, Сеул) — южнокорейский легкоатлет, специалист по метанию копья. Выступал на профессиональном уровне в 2001—2019 годах, серебряный и бронзовый призёр чемпионатов Азии, четырёхкратный чемпион Южной Кореи, участник летних Олимпийских игр в Лондоне.

## Биография
Чон Санджин родился 16 апреля 1984 года в Сеуле, Республика Корея. Занимался лёгкой атлетикой в Йонъине.
Впервые заявил о себе на международном уровне в сезоне 2001 года, когда вошёл в состав южнокорейской сборной и выступил юниорском азиатском первенстве в Бандар-Сери-Бегаване, где в зачёте метания копья стал четвёртым.
В 2002 году в той же дисциплине выиграл бронзовую медаль на юниорском мировом первенстве в Кингстоне, одержал победу на юниорском азиатском первенстве в Бангкоке.
Будучи студентом, в 2005 году представлял Южную Корею на Всемирной Универсиаде в Измире, где в финал не вышел. Помимо этого, был вторым на домашнем чемпионате Азии в Инчхоне и четвёртым на Восточноазиатских играх в Макао.
В 2007 году выиграл бронзовую медаль на чемпионате Азии в Аммане, занял девятое место на Всемирной Универсиаде в Бангкоке.
В 2009 году стал восьмым на Всемирной Универсиаде в Белграде, метал копьё на чемпионате мира в Берлине, показал седьмой результат на чемпионате Азии в Гуанчжоу.
В 2010 году впервые выиграл чемпионат Южной Кореи в метании копья, был девятым на Азиатских играх в Гуанчжоу.
В 2011 году занял четвёртое место на чемпионате Азии в Кобе, отметился выступлением на домашнем чемпионате мира в Тэгу.
В июне 2012 года на чемпионате Южной Кореи в Тэгу превзошёл всех соперников, установив при этом свой личный рекорд в метании копья — 82,05 метра. Выполнив олимпийский квалификационный норматив (82,00), удостоился права защищать честь страны на летних Олимпийских играх в Лондоне — на предварительном квалификационном этапе метнул копьё на 76,37 метра, чего оказалось недостаточно для выхода в финал.
Впоследствии ещё в течение нескольких лет оставался действующим легкоатлетом, в 2015 и 2016 годах ещё дважды выигрывал национальные чемпионаты. Завершил спортивную карьеру по окончании сезона 2019 года.